# Consiglio Olimpico Nazionale di Singapore
Il Consiglio Olimpico Nazionale di Singapore (noto anche come 新加坡国家奥运理事会 in cinese) è un'organizzazione sportiva singaporiana, nata nel 1979 a Singapore.
Rappresenta questa nazione presso il Comitato Olimpico Internazionale (CIO) dal 1948 ed ha lo scopo di curare l'organizzazione ed il potenziamento dello sport in Singapore e, in particolare, la preparazione degli atleti singaporiani, per consentire loro la partecipazione ai Giochi olimpici. L'associazione è, inoltre, membro del Consiglio Olimpico d'Asia.
L'attuale presidente del comitato è Chee Hean Teo, mentre la carica di segretario generale è occupata da Chris Chan.